# Jean Lavoué
Pour les articles homonymes, voir Lavoué.
 (novembre 2020).
Jean Lavoué, né le 25 mars 1955 à La Fresnais et mort le 8 mai 2024 à Lorient, est un auteur français, poète et essayiste.

## Biographie
Jean Lavoué est né le 25 mars 1955 à La Fresnais, commune proche de Saint-Malo et mort le 8 mai 2024 à Lorient. Il est l’auteur d’une quarantaine d’ouvrages, récits, essais, recueils poétiques touchant notamment à la littérature et à la spiritualité.
Il a dirigé une association d’action sociale en Bretagne et a également écrit de nombreux articles et ouvrages traitant d’une approche du social, humaniste et résistante à la technocratie ambiante.
Il se consacre ensuite essentiellement à l’écriture poétique et a créé au printemps 2017 une maison d’édition, « L’enfance des arbres », qui porte le nom du blog poétique qu’il tenait depuis dix ans : www.enfancedesarbres.com.
En 2019, il obtient le Prix de poésie Yves Cosson, décerné par l'Académie littéraire de Bretagne et des Pays de la Loire.
Les œuvres de Jean Sulivan, René Guy Cadou,, Max Jacob, Georges Perros, Eugène Guillevic, Félicité de Lamennais et Xavier Grall ont inspiré plusieurs de ses livres : autant de récits et d'essais consacrés à des auteurs de Bretagne.
En 2021, il publie un ouvrage qui tente de dégager des traits communs entre tous ces auteurs : Voix de Bretagne, Le chant des pauvres : y sont évoquées les figures de Michel Le Bris, Armand Robin, Yann-Fañch Kemener, Anjela Duval, Guillevic, Jean Sulivan, René Guy Cadou, Max Jacob, Georges Perros, Xavier Grall.

## Analyse de l'œuvre
L’œuvre de plusieurs femmes nourrissent aussi sa démarche spirituelle : Christiane Singer, Etty Hillesum, Colette Nys-Mazure, Magda Hollander-Lafon… Et le chemin de beaucoup d’inconnues qui renouvellent aujourd’hui, en liberté et en profondeur, les voies de l’intériorité[réf. nécessaire].
Familier du Blavet, le fleuve côtier qui traverse Hennebont pour rejoindre le Scorff et le Ter à Lorient, avant de se jeter dans la mer, il écrit le plus souvent en marchant dans sa lumière, comme il aime rejoindre au fil de nombreux groupes nomades tous ces chercheurs de sens qui, au-delà des rives trop étroites et trop sûres, cherchent un plus vaste estuaire[réf. nécessaire].

## Publications

### Prose
- Le Poème à venir, Pour une spiritualité des lisières, Médiaspaul, Paris, 2022
- L'allegro spirituel, L'enfance des arbres, Hennebont, 2022
- Voix de Bretagne, Le chant des pauvres, L'enfance des arbres, Hennebont, 2021
- Des clairières en attente, Un chemin avec Jean Sulivan, Médiaspaul, Paris, 2021[7]
- René Guy Cadou la fraternité au cœur, l’enfance des arbres, Hennebont, 2019
- La vie comme une caresse, Médiaspaul, Paris, 2016[8],[9]
- L’Évangile en liberté, Le Passeur Éditeur, Paris, 2013 http://religions.blogs.ouest-france.fr/archive/2013/05/10/l-evangile-est-un-tresor-cache.html
- La voie libre de l'intériorité, Éditions Salvator, Paris, 2012 http://www.garriguesetsentiers.org/article-jean-lavoue-eloge-de-l-interiorite-104620260.html
- Christ Blues, stèles pour Xavier Grall, Éditions Golias, Lyon, 2012
- Jean Sulivan, la voie nue de l'intériorité, Éditions Golias, Lyon, 2011
- La Prophétie de Féli, L'évangile social de Félicité de Lamennais, Éditions Golias, Lyon, 2012 http://www.culture-et-foi.com/coupsdecoeur/livres/jean_lavoue.htm
- Le Christ aux silences, Éditions Anne Sigier, Québec, 2007 http://www.carmelitesdesaintjoseph.com/accueil/christ_silences.html
- Dans l'éclat de l'instant, Labor et Fides, Genève, 2005 http://www.laboretfides.com/?p=117
- Perros, Bretagne fraternelle, Lettre à Georges Perros, éditions de L'Ancolie, Nantes, 2004
- Jean Sulivan, je vous écris, Desclée de Brouwer, Paris, 2000

### Essais
- Roland Janvier avec Michel Jézéquel & Jean Lavoué, Transformer l’action sociale avec les associations, Paris, Desclée De Brouwer, coll. « Solidarité et société », 2013, 256 p. (ISBN 9782220065526, présentation en ligne)
- La Demande de justice en protection de l'enfance, Préface de Jacques Le Goff, L'Harmattan, Paris, 2004[10]
- Éduquer avec les parents. L'action éducative en milieu ouvert : une pédagogie pour la parentalité ?, préface de Michel Chauvière, L'Harmattan, Paris, 2000

### Livres pauvres et livres d'artiste
- Avant les mots, texte de Jean Lavoué, peintures de Michel Remaud, Izella Éditions, 2023
- Quelques écrits de l'arbre, texte de Jean Lavoué, illustration Isabelle Simon, composé au plomb mobile, imprimé sur presse typographique à Coat Malguen, 2023
- Dans ce jardin peut-être, texte de Jean Lavoué, gravures de Marie-Françoise Hachet - de Salins, Presse de l'artiste, Hennebont, 2012
- Pour écrire, texte de Jean Lavoué, gravures de Marie-Hélène Lorcy, Édition Thame, Vannes, 2012
- Seul au loin, Regard neuf, Si je viens, Les pas secrets, Près de toi, cinq petits livres pauvres d'artiste, encres de Marie-Hélène Lorcy, Vannes, 2012
- Les premiers mots, poèmes inédits de Jean Lavoué, ouvrage enrichi de cinq gravures sur papier japon de Marie-Hélène Lorcy, Vannes, presse de l'artiste, 2012
- Cela silencieux, poèmes inédits de Jean Lavoué, ouvrage enrichi de trois gravures originales de Marie-Hélène Lorcy, Vannes, presse de l'artiste, 2012
- Pourquoi les morts, images Nelly Buret, Éditions Entre 2, La Baconnière, 2009

### Poésie
- Passio Vegetalis, Gravures de Serge Marzin, Editions Des Sources et des Livres, 2023
- Écrits de l'arbre dans le soleil, Illustrations de Isabelle Simon, Editions L'enfance des arbres, 2023
- Des ailes pour l'Ukraine, Editions L'enfance des arbres, 2022
- Carnets de l'Enfance des Arbres, Linogravures et monotypes Isabelle Simon, Editions L'enfance des arbres, 2021
- Que serions-nous sans nos silences, Editions L'Ardent Pays, 2019
- Fraternité des lisières, Gravures de Mary-Françoise Hachet-de-Salins, Editions L'enfance des arbres, Hennebont, 2018
- Levain de ma joie, Gravures de Marie-Hélène Lorcy, Editions L'enfance des arbres, Hennebont, 2018
- Nous sommes d'une source, Gravures de Serge Marzin, Editions L'enfance des arbres, Hennebont, 2018
- Chant ensemencé, Dessins de Nathalie Fréour, Editions L'enfance des arbres, Hennebont, 2018
- Ce rien qui nous éclaire, Gravures de Nadejda, Editions L'enfance des arbres, Hennebont, 2017
- L'Incandescence seule, Éditions La Porte, Laon, 2008
- Le Cœur réel, revue Hors-Jeu, Épinal, 2008
- Du ciel sous l'écorce, revue Chemins, Éditions Calligrammes, 2007
- Pèlerin du seuil, Éditions La Porte, Laon, 2005
- Pourquoi les morts, Éditions La Porte, Laon, 2002
- L'Errance au soleil, Éditions La Porte, Laon, 2002
- L'Offrande des sables, Éditions La Porte, Laon, 1999
- La Porte des jours, Éditions Hors-jeu, Épinal, 1998
- Les Silences du passant, Éditions Hors-jeu, Épinal, 1997
- Soleil des grèves, Calligrammes, Quimper, 1996

### Préfaces / Postfaces
- Philippe Forcioli, C'est si grand c'est si grave, Editions Des Sources et des Livres, 2023
- Corine Delhorbe, Corps à ciel ouvert, Les Impliqués Éditeurs, 2023
- Patrick Jagou Voyage en Jagolie Livres du Monde, 2023, Postface de Jean Lavoué
- Claire Vernisse, Plus tard, je serai troubadour, prophète, ermite ou moine errant, Jacques Flament Éditions, 2021
- Sylvie Méheut, Jean Diharsce, Mémoires de fleurs, Jacques Flament, 2020
- Pat RyckeWaert, Là d'où elle vient, Éditions Bleu d'Encre, 2020
- Maguy Méchinaud, Se délier des entraves du passé - pour libérer le souffle, Médiaspaul, 2019
- Mary-Françoise Hachet - de Salins, Certains Matins, L'enfance des arbres, 2018, Postface Jean Lavoué
- Sylvie Méheut, Le Cercle de l'Aurore, Monde en poésie, 2017, Postface de Jean Lavoué
- Pierre de Grauw, Parole et sculpture, Saint-Léger Editions, 2016
- Pierre Tanguy, Petit carnet de paternité, Editions La Part Commune, 2016
- Morice Benin, La vie, absolument, Journal d'un saltimbanque, Morice Benin Editions, 2015
- Joseph Thomas, L'échappée silencieuse Philosopher autrement, Edition Mine de Rien, 2007

### Ouvrages collectifs (direction et participation)
- Direction d'ouvrage : Jean Sulivan Dans l'espérance d'une parole 
  - Collectif, actes du colloque de Saint Jacut de la Mer, novembre 2020, Jean Sulivan Dans l'espérance d'une parole (sous la direction de Jean Lavoué), 2020 ,
- Le Pardon, sous la direction de Gersende de Villeneuve, Saint-Léger Editions, 2016
- Loué Soit Je, Pratiques de l'autolouange pour tous, Sous la direction de Marie Milis, Le Grand Souffle, Villeneuve en Perseigne, 2016
- « La victime pardonnante », in Le pardon éclairé par 16 grands témoins, audio-livre réalisé par Gersende de Villeneuve, Saint-Léger Productions, 2013 http://saintlegerproductions.fr/Le-Pardon-intervenants.html
- « La Bretagne de Perros, terre d'intériorité », in Littérature et Spiritualité en Bretagne, L'Harmattan, Paris, 2013
- « L'exode n'aura pas de cesse », in Jean Sulivan, la force d'un printemps, Actes du colloque Sulivan 2013 à St-Jacut de la mer, les 16 et 17 mars 2013, Ed. Des sources et des livres, Assérac, 2013
- « Lamennais, stèle pour un frère prophétique », in Xavier Grall ou la soif de l'infini, Ed. Des sources et des livres, Assérac, 2012
- « L'Exode de Sulivan, une parole d'intériorité pour aujourd'hui », in Actes du Colloque, Jean Sulivan, une voie d'intériorité pour aujourd'hui, Ploërmel, 2012
- "Le chant d'Augustin", in Le combat spirituel, Christus, no 215, juillet 2007
- Jean Sulivan, L'écriture insurgée, Éditions Apogée, Rennes, 2007
- Regards croisés sur l'Humain, La Chair et le Souffle, Éditions Bellarmin, 2006, no 2 http://www.lachairetlesouffle.org/IMG/pdf/Jean_Sulivan_la_chair_et_le_souffle.pdf
- Littérature et sources spirituelles : l'œuvre de Jean Sulivan, Association des amis de Jean Sulivan, Paris, 1999

### Action sociale
- « Sens de l'intervention sociale » in Manières de voir, Matières à dire, Contrepoint, Éditions ABREASS, Rennes, no 3, 2013
- Accompagnements des adolescents en grande difficulté, Connexions, Éditions Érès, no 96, 2012
- Crise du collectif et intervention, Connexions, Éditions Érès, no 94, 2012
- « Face aux souffrances sociales : évolution, enjeux et principes de l'éducation spécialisée », in Le métier d'éducateur spécialisé à la croisée des chemins, Sous la direction de Nathalie Conq, Jean-Pierre Kervella, Alain Vilbrod, Coll. Travail du social, L'Harmattan, Paris, 2012
- Les associations d'action sociale au défi d'entreprendre ! sous la direction de Roland Janvier, Michel Jézéquel, Jean Lavoué Dossier Revue Forum, no 125, octobre 2009
- « Pour une refondation des institutions intermédiaires en action sociale » in L'analyse psychosociologique aujourd'hui, Connexions, Éditions Érès, no 92, 2009/2
- « Conduite du changement en matière de gouvernance associative », Sciences Po Paris, 2009 http://www.sauvegarde56.org/uploaded/MemoireSciencesPoJeanLavoue_1.pdf
- Évaluations en placement familial, L'Harmattan, Paris, 2005
- Face aux demandes d'évaluation du travail social, comment garantir la place de l'humain? in Confrontations, Actes du colloque Penser l'humain aujourd'hui, Paris les 14 et 15 janvier 2005
- Souffrances familiales, souffrances sociales, (Dir.) L'Harmattan, Paris, 2004
- Du passage à l'acte… à l'acte de parole, Réponses aux nouveaux mal-être, Actes de journée d'étude du Créal Bretagne à Rennes le 5 avril 2003
- L'identité incertaine des travailleurs sociaux, L'Harmattan, Paris, 2003
- Le partage de l'information : les principes, La Revue Française de service social, 2002, 2e édition
- Travail social, la reconquête d'un sens, L'Harmattan, Paris, 1998
- L'éclatement du social, Centre de Recherche sur le Travail social, Université de Caen, 1989
- Des recompositions du social éclaté, Revue Internationale d'Action Communautaire, Québec, 1988
- Conduite du changement en matière de gouvernance et de dirigeance associative au sein de la Sauvegarde 56, Executive Master, Sciences Po Paris, 2009